# 瑞格列奈
瑞格列奈（Repaglinide）是一种短效胰岛素促泌剂，用于饮食控制、减轻体重及运动锻炼不能有效控制其高血糖的2型糖尿病（非胰岛素依赖型）患者。劑量有白色片（0.5 mg）或黄色片（1.0 mg）或桃红色片（2.0 mg）。

## 适应症
用于饮食控制、减轻体重及运动锻炼不能有效控制其高血糖的2型糖尿病（非胰岛素依赖型）患者。可与二甲双胍并用。二者并用的协同功效比各自单独使用时更能有效控制血糖。

## 不良反应
同其他口服降糖药一样，服用瑞格列奈可能引起血糖变化，如高血糖和低血糖。同每种糖尿病治疗一样，这些反应的出现依赖于个体因素，如饮食习惯，剂量，运动和应激反应。
瑞格列奈及其他降血糖药物的临床应用显示，服用瑞格列奈可能发生以下不良反应:
- 免疫系统失调
- 代谢及营养失调
- 高血糖
- 低血糖（较罕见）
- 眼睛异常
- 胃肠道不适（罕见）
- 皮肤及皮下组织异常（罕见：过敏反应）
- 肝胆失调

## 禁忌
- 已知对瑞格列奈或瑞格列奈中的任何赋型剂过敏的患者
- 1型糖尿病患者（胰岛素依赖型一IDDM，C一肽阴性糖尿病患者）
- 伴随或不伴昏迷的糖尿病酮症酸中毒患者